# Kultura Korčak
Kultura Korčak nebo také kultura pražsko-korčakovského[zdroj?] typu byla slovanská kultura existující od 5. do 7. století okolo řeky Pripjať. Částečně navazuje na kulturu zarubiněckou. Sídla jejích nositelů byla povětšinou malá, tvořená částečně zahloubenými domy a nacházela se v nížinách u řek. Keramika byla vytvářena v ruce, výjimečně zdobená. Popel mrtvých byl pohřbíván v popelnicích, později se počaly stavět mohyly. Výjimku mezi sídlišti této kultury tvoří opevněné hradiště Zimno, které mohlo být kmenovým centrem. Nálezy z něj ukazují na poměrně vysokou materiální úroveň této kultury. Ruský archeolog Valentin V. Sedov spojuje kulturu s Korčak se Sklaveny zmiňovanými Jordanem.